# Tűzgyújtó (regény)
A Tűzgyújtó (Firestarter) Stephen King amerikai író 1980-ban megjelent regénye. Magyarul először a Maecenas Könyvkiadónál jelent meg a regény, Gáspár András, Boris János és Jeszenszky Zita fordításában, 1990-ben, majd Boris János és Palkó Katalin új fordításában, az Európa Könyvkiadónál, 2010-ben.
A Tűzgyújtó egyrészt tudományos-fantasztikus regény, másrészt a gyermeki lelki világot boncolgató mű.

## Cselekmény
A Tűzgyújtó egy kislány, Charlie McGee és édesapjának, Andynek a története. Andy és felesége még egyetemistaként részt vett egy kísérletben, amelynek váratlan mellékhatása volt. Andy-nek a kísérletet követően megvan az a képessége, hogy rávegyen embereket arra, hogy azt tegyék vagy gondolják, amit ő szeretne. Andy lánya, Charlie azonban sokkal veszélyesebb képességgel rendelkezik: ő tűzgyújtó, vagyis meg tud gyújtani dolgokat, és ehhez elég, ha csak erősen koncentrál.
A Műhely, az amerikai kormány titkos szervezete, amely anno a kísérletért is felelős volt, évek óta próbálja megkaparintani Charlie-t saját céljai számára. A Műhely számára dolgozó emberek korábban már megölték a kislány anyját, most pedig végleg meg akarják szerezni Charlie-t. Így aztán a gyermek és édesapja egyre csak menekül, de a kormányszervezet túl ravasznak bizonyul. Bebörtönzik a kislányt és Andyt, persze egymástól elkülönítve, és mindent megtesznek azért, hogy kivizsgálják és feltérképezzék Charlie képességét. Persze sem a lány, sem pedig az édesapa nem akar örökké fogságban élni, így aztán mindegyikőjük tervet eszel ki arra, hogyan tudna kiszabadulni és hogyan tudná kiszabadítani a másikat.
A regény végén Charlie elmegy a Rolling Stone magazin szerkesztőségébe, elmondani nekik a történét.

## Magyar nyelvű kiadások
- Tűzgyújtó; fordította: Boris János, Gáspár András, Jeszenszky Zita; Maecenas, Budapest, 1990
- A tűzgyújtó; fordította: Boris János, Palkó Katalin; Európa, Budapest, 2010
- Tűzgyújtó; fordította: Boris János, Palkó Katalin; Európa, Budapest, 2022

## Érdekességek
A művet Amerikában korlátozott példányszámban (26 darab) is kiadták. Ezeknek az A és Z közötti betűjelzéssel ellátott példányoknak az az érdekessége, hogy azbesztbe vannak kötve.